# 湯屋敦子
湯屋敦子（日语：／ Yuya Atsuko，1968年9月1日—）是日本的舞台女演員、女聲優，所屬劇團昴。長崎縣出身。
代表作有「史密斯任務」的珍・史密斯、「名偵探柯南」的佐藤美和子、「急診室的春天」系列的桃莉絲・皮克曼和「24小時反恐任務」的蜜雪兒・戴斯勒等等。

## 生平
- 活水女子短期大学英文科卒業。文學座研究所、看過劇團昴的專業科目後進入劇團昴。
- 在擔任外國電影配音方面的角色非常多，不過多半都擔任安潔莉娜·裘莉的日語配音。在動畫裡她被喻為御姊等級的角色，是位個性剛強的女性，而也多在演出母親方面的角色。
- 已婚。2007年8月26日生下重達2808g的女兒。

## 演出作品

### 電視動畫
1996年
- 灰姑娘物語（王后（夏爾的母后）、米莎）
- B'T X鋼鐵神兵（阿拉米斯）

1997年
- 名偵探柯南（坂口友美）

1998年
- 金田一少年之事件簿（轟美和子）

1999年
- 金田一少年之事件簿（楊麗俐（小林千惠））
- 名偵探柯南（佐藤美和子）

2001年
- 棋靈王（櫻野千惠子）

2003年
- 狼雨（柯爾）
- 偵探學園Q（村崎美里）
- 人間交差點（大川京子）

2004年
- 前往北方。〜Diamond Dust Drops〜（結城）
- KURAU Phantom Memory（母親）
- Zoids Fuzors（珊卓拉）
- 光與水的女神（首相）
-瑪莉亞的凝望 〜春〜（保科榮子）
- 美鳥伴身邊（澤村凜）
- 烘焙王（梓川雪乃）

2005年
- 聖魔之血（蘿拉主教）

2006年
- 魔女之刃（佐佐木恭子）
- 死亡代理人（奎因）
- 天使心（高波遙）
- COYOTE RAGTIME SHOW（安潔莉卡）
- 009-1（惠）
- 南瓜剪刀（妙西・考普曼）

2007年
- 機神大戰Gigantic Formula（伊莎貝爾）
- 電腦線圈（觀奈的母親）
- 交響情人夢（野田洋子）

2008年
- 破天荒遊戲（羅馬里歐的母親）

2009年
- 家庭教師HITMAN REBORN!（露茜、愛麗亞）

2010年
- 王牌投手 振臂高揮 ～夏季大會篇～（阿部美佐枝）
- 刀語（敦賀迷彩）
- 星際大戰 複製人大戰（愛蒂・嘉利亞）
- 交響情人夢 最終篇（野田洋子）
- Heartcatch 光之美少女!（明堂院樁）
- 每日媽媽（小高媽媽）

2011年
- 花開物語（輪島君子）
- BLEACH（傑基·崔斯坦）

2013年
- 心跳！光之美少女（菱川亮子）
- 銀之匙 Silver Spoon（富士老師）

2014年
- 元氣囝仔（貓屋的太太）

2015年
- 四月是你的謊言（武士的母親）

2016年
- 夏目友人帳 伍（少女的母親）

2017年
- 夏目友人帳 陸（山神）

2018年
- 霸穹 封神演義（殷氏）

2019年
- 魔法水果籃（夾的母親）
- 星合之空（杏的母親）

2020年
- 炎炎消防隊 貳之章（武的母親）
- 黃金神威（年輕的索菲亞）
- 進擊的巨人 The Final Season（卡麗娜·布朗）

2021年
- 我的英雄學院 第5期（志村轉弧的母親）
- 魔法水果籃 The Final（夾的母親）
- 佐賀偶像是傳奇 捲土重來（老闆娘）

### OVA
- I"s Pure（瀨戶貴子）
- 名偵探柯南 16個嫌犯（佐藤美和子）

### 劇場版動畫
- 名偵探柯南 劇場版系列（佐藤美和子）
  - 名偵探柯南：瞳孔中的暗殺者
  - 名偵探柯南：迷宮的十字路
  - 名偵探柯南：水平線上的陰謀
  - 名偵探柯南：偵探們的鎮魂歌
  - 名偵探柯南：紺碧之棺
  - 名偵探柯南：戰慄的樂譜
  - 名偵探柯南：漆黑的追跡者
  - 名偵探柯南：天空的劫難船
  - 名偵探柯南：沉默的15分鐘
  - 名偵探柯南：第11位前鋒
  - 名偵探柯南：絕海的偵探
  - 名偵探柯南：異次元的狙擊手
  - 名偵探柯南：純黑的惡夢
  - 名偵探柯南：零的執行人
  - 名偵探柯南：緋色的彈丸
  - 名偵探柯南：萬聖節的新娘
- 東京教父
- 跳躍吧！時空少女
- 銀髮阿基德（潔西卡）
- 生化危机：死亡岛（吉儿·华伦泰）

### 遊戲
- ARMORED CORE NEXUS
- AZEL PANZER DRAGOON RPG （拉格）
- 戰爭機器2（安妮亞・史特勞德）
- Cybernetic EMPIRE（安娜・雅各布斯）
- 撒旦攻擊（女性收音機廣播）
- 交響情人夢（野田洋子）
- 完美黑零（錢卓拉・賽卡爾）
- MARVEL VS. CAPCOM 3 Fate of Two Worlds（吉兒·華倫泰）
- Ultimate Marvel Vs. Capcom 3（吉兒·華倫泰）
- 生化危機系列（日语版）（吉兒·華倫泰（启示录開始））
  - 生化危機 启示录
  - 生化危机 重制版
  - 生化危机3 重制版
- 怪獸之王（蘿芙莉亞）
- TEPPEN（吉兒·華倫泰）

### 外語配音
- 【安潔莉娜·裘莉演出作品】
  - 女生向前走（麗莎・羅）
  - 人骨拼圖（愛蜜莉亞・唐納希）
  - 古墓奇兵（拉拉・克洛夫特）
  - 古墓奇兵2（拉拉・克洛夫特）
  - 史密斯任務（珍・史密斯）
  - 特務風雲：中情局誕生秘辛（瑪格麗特（克洛芙）・羅素・威爾遜）
  - 刺客聯盟（火狐）
  - 陌生的孩子（克莉絲汀・柯林斯）
  - 特務間諜（艾芙琳・索特）
- 【娜塔莎·韓絲翠演出作品】
  - 當真愛來敲門（美美・普拉傑）
  - 火星異魔（梅蘭妮・巴拉德警官）
  - 異種 生物的起源（西兒）※DVD版
  - 異種2（夏娃）※DVD版
  - 異種3 禁忌的生物（夏娃、莎拉）
  - 極度冒險（愛麗克絲・巴特雷特）※軟體版
- 秋日童話（崔（尹）恩熙（宋慧教））
- 陰宅 重製版（凱西・路茲（梅麗莎·喬治））
- 唐的梅子餐廳（康絲坦絲（海瑟·麥康））
- 蟲蟲剋星（香儂・葛利芬（凱薩琳·海格爾））
- 急診室的春天系列（桃莉絲・皮克曼（艾蜜莉·華格納））
- 鑽石13（卡倫（愛西亞·亞金多））
- 深入虎穴（卡西亞・拉圖（愛格妮絲卡·華格納））
- 蒸發密令（麗・卡倫（凡妮莎·威廉斯））※DVD版
- 無間道（瑪麗（Mary）（鄭秀文（珊美・鄭））※軟體版
- 無間道Ⅲ：終極無間（瑪麗（Mary）（鄭秀文（珊美・鄭））
- 鼠魔俠（凱絲琳（蘿拉·哈林））
- 驚爆地鐵（愛麗卡・史東爾茲（莎莉·賽隆））
- 異形戰場2（凱莉・歐布萊恩（玲子·艾爾斯沃斯））
- 慾望女人幫（蜜亞・梅森（劉玉玲（露西・劉））
- 美國女孩的秘密（瑪格麗特・基特里奇（茱莉亞·奧蒙）
- 狐狸啊，你在做什麼？（高秉晞（高賢廷））
- 叛逆贏家（奧塔・海利（荷莉·貝瑞））
- 甜姊不辣（珍・柏恩斯（賽爾瑪·布萊爾））
- 危險性遊戲（賽西兒・卡爾德威爾（賽爾瑪·布萊爾））
- 巔峰戰士（莎拉・柯林斯（米雪爾·喬伊納））
- 獨領風騷（雪兒・霍洛維茲（愛麗西亞·席維史東））
- 黑道當家（卡蓮・佛羅倫斯（芮妮·魯索））※DVD、錄影帶版
- 佩珀·丹尼斯（達辛（珊諾拉·漢普頓））
- 綽號永恆（蘿拉・基丁（英格麗德·卡維拉斯））
- 惡夜30（史黛拉・奧爾遜（梅麗莎·喬治））
- 狙擊生死線（莎拉・芬（凱特·瑪拉））
- 縱情人生（潔琪・歐葛雷迪（黛比·梅札））
- 奪命連線（麗莎・卡利漢（瑞秋·李·庫克））
- 藝伎回憶錄（初桃（鞏俐））
- 三國志（中國中央電視台製作）（祝融婦人）※NHK-BS2版
- CSI犯罪現場：邁阿密第2季 青春永駐（洛克珊妮・普萊斯（克莉絲蒂·史旺森））
- CSI犯罪現場：邁阿密第6季 槍林彈雨（香儂・希金斯（愛麗森·麥卡蒂））
- 深海巡弋（希區考克少校（史黛西·海杜克））
- 芝加哥（安妮（丹妮絲·費））
- 傑森X（羅婉・拉馮亭（麗克莎·道格））
- 舞動生命（愛瑪莉莉絲・康波斯（蘿絲琳·桑契茲））
- 絕對目標：豺狼末日（伊莎貝拉・詹可尼亞（瑪蒂達·梅））
- 面子（薇薇安・辛（陳凌））
- 星際大戰二部曲：複製人全面進攻（WA-7・機器女侍）
- 黑天雷（麗莎（凱薩琳·貝爾））
- 星河叛變（辛蒂（黛比·梅札））
- 300壯士：斯巴達的逆襲（歌果王后（蓮娜·海迪））
- 賽西爾·B·戴門特德（茜莉許（愛麗西亞·威特））
- 奶爸安親班（金柏莉（金）・辛頓（麗晶娜·金））
- 玩命悍將（瑪克辛·巴諾爾（賈桂琳·羅德））
- 龍捲風（海因斯（溫德爾·約瑟法））
- 驚爆危機（瑪塔（李奧娜·瓦雷拉））
- 飆風特警（佩蒂塔（李奧娜·瓦雷拉））
- 死亡遊戲（鳥（茱蒂·湯普森））
- 絕命終結站2（凱特・詹寧斯（琪根·康納·崔西））※錄影帶版
- 24小時反恐任務（蜜雪兒・戴斯勒（玲子·艾爾斯沃斯））
- 決戰末世代（艾登・辛克萊爾（蘿娜·米莎））
- 厄夜變奏曲（葛瑞絲·瑪格麗特·穆利根（妮可·基嫚））
- 捍衛戰士 數位重製版（夏綠蒂（恰莉）・布萊克伍德（凱莉·麥吉利斯））
- 疑雲殺機（泰莎（瑞秋·懷茲））
- 魔鬼手記（神祕女子（愛曼紐兒·賽尼耶）
- 國家寶藏（愛比蓋兒・崔斯（黛安·克魯格））
- 國家寶藏：古籍秘辛（愛比蓋兒・崔斯（黛安·克魯格））
- 天生好手（梅茉・帕里斯（金·貝辛格））
- 致命時刻（克莉絲塔・布魯克斯（葛羅麗亞·魯本））※DVD、錄影帶版
- 惡魔之吻（露比（艾美·史密斯））
- 病毒總動員（荷莉・安德森（娜塔莎·麥克爾霍恩））
- 惡靈古堡2：啟示錄（吉兒·華倫泰（席安娜·紀洛利））※DVD、藍光盤版
- 惡靈古堡4：陰陽界（吉兒·華倫泰（席安娜·紀洛利））
- 電腦快車（卡梅蓉・衛斯特萊克（海瑟·梅德威））
- 神鬼奇航：鬼盜船魔咒（安娜瑪莉亞（柔伊·沙達納））
- 閃電奇蹟（琳賽・凱洛威（蜜西·克里達））
- 赤裸貴婦（佩皮塔（潘妮洛普·克魯茲））
- 地球戰場（克莉西（莎賓·柯森蒂））
- 魔法奇兵（費絲・雷亨（愛麗莎·杜許克））
- 花都舞影（麗絲・鮑維（萊絲麗·卡隆））
- 音樂班的春天（秀英（張申英））
- 反恐腥聞（瑪潔娜（黛安·克魯格））
- 金剛戰士（電影的聲音）
- Felicity:（愛蓮娜・泰勒（譚姬·米勒））
- 絕色驚狂（安妮（碧雅翠絲·戴爾））
- 致命搖籃（蘇娜（胡凱莉））※DVD、錄影帶版
- 搶翻天（麗貝卡・吉布森（麗芙·泰勒））
- 刀鋒戰士3（薩默菲爾德（娜塔莎·李昂尼））※DVD、錄影帶版
- 靈異總動員（羅莎修女（露美·卡瓦佐斯））
- 藍色霹靂號（凱特（康蒂·克拉克））※DVD版
- 請問總統先生（卡洛琳・庫辛（麗貝卡·豪爾））
- 地獄騎士（茜洛琪・基森（茱莉亞·瓊斯））
- 殺手之約（辛格爾頓（凱蒂·席維史東））
- 識骨尋蹤（譚佩蘭絲・布倫南（艾蜜莉·戴絲香儂））
- 神鬼認證 （瑪麗・克魯茲（法蘭卡·波坦特）） 
  - 神鬼認證：神鬼疑雲（瑪麗・克魯茲（法蘭卡·波坦特））
- 猛鬼房客（英语：Kolobos）（蒂娜（普洛蜜絲·拉馬可））
- 畫家波洛克（麗・克萊斯納（瑪莎·蓋伊·哈登）））
- 終極密碼戰（愛蜜莉・蘭（凱莉·普雷斯頓））
- 絞肉機（不知名的角色）
- 浪跡天涯（蘇珊妮・西克斯（海瑟·蘭根坎普））
- 月殞天劫（宇宙飛行師）NKK-BS播出
- 尖峰時刻2（伊莎貝拉・莫里納（蘿絲琳·桑契茲））
- 致命武器3（蘿娜（珂兒）・李格斯（芮妮·魯索））※錄影帶版
- 下一個就是你（布蘭達・貝茲（麗貝卡·蓋伊哈特））
- 未婚妻的漫長等待（蒂娜・隆巴迪（瑪麗詠·柯蒂亞））

### 特撮
- 侍戰隊真劍者（怪・夜物狩的聲音）

### 其他
- 精靈流〜勿忘你〜（NHK）…長崎方言指導
- 仲夏夜之夢（劇團昴公演）…海蓮娜

## 外部連結
- （日語）Yahoo!JAPAN的個人頁面[永久]
- （日語）Atsuko Yuya's All Works （页面存档备份，存于）（官方網站）